# アキレウスの怒り (ダヴィッド)
『アキレウスの怒り』（アキレウスのいかり、仏: La Colère d'Achille, 英: The Anger of Achilles）は、フランスの新古典主義の巨匠ジャック＝ルイ・ダヴィッドが1819年に制作した神話画である。油彩。エウリピデスの悲劇『アウリスのイピゲネイア』で言及されているミュケーナイ王女イピゲネイアの犠牲とそれに対するアキレウスの義憤を主題としている。ブリュッセル亡命後3番目に制作された神話画で、『キューピッドとプシュケ』（Cupidon et Psyché）、『テレマコスとエウカリスの別れ』（Les Adieux de Télémaque et d'Eucharis）に続いて制作された。現在はアメリカ合衆国テキサス州フォートワースのキンベル美術館に所蔵されている。

## 主題
イピゲネイアが犠牲に捧げられる物語はトロイア戦争の前日譚として言及され、特にエウリピデスの悲劇『アウリスのイピゲネイア』やジャン・ラシーヌの悲劇『イフィジェニー』の題材となったことで知られる。イピゲネイアはミュケーナイの王アガメムノンと王妃クリュタイムネストラとの間に生まれた王女で、オレステスやエレクトラの姉である。ギリシア軍がアウリスに集結した際に近隣の森で狩猟をして鹿を射殺し、狩りの腕前がアルテミスに勝ると豪語した。アルテミスはこの言葉を聞いて怒り、風を送らなかったため、ギリシア軍はトロイアに向けて出発することができなかった。アガメムノンは予言者カルカスの託宣によってイピゲネイアをアルテミスに犠牲として捧げなければならないと知り、苦悩しながらもアキレウスと結婚させると口実を作ってクリュタイムネストラとイピゲネイアを呼び寄せ、生贄として女神に捧げようとした。これを知ったアキレウスは義憤し、イピゲネイアを助けようとするが、イピゲネイアは生贄となることを選ぶ。

## 作品
ダヴィッドはアガメムノンが娘イピゲネイアが生贄となることをアキレウスに告げた場面を描いている。クリュタイムネストラが涙を流しながら見守る中、花嫁衣装を身にまとったイピゲネイアは静かに父に従っている。アキレウスは義憤ゆえに剣の柄に手を伸ばしているが、アガメムノンの威厳のある視線と身振りが激怒したアキレウスに野蛮な行動をとることを押し止めているように見える。目を伏せたイピゲネイアはアガメムノンとアキレウスの対立に気づいていない。彼女は右手を胸に当て、左手にはオリーブの枝を持っている。
イピゲネイアのエピソードは、ダヴィッドにストイックな勇気と、冷静で英雄的な決意、悲しみ、怒りといった、相互に作用する複雑な感情を表現するよう要求した。クリュタイムネストラの反応はアキレウスが夫を止めるために行動できないことへの失望と娘への悲しみから成り、親としての義務、配偶者としての義務、市民としての義務が競合するときに鑑賞者が感じる、複雑な反応を反映させたと思われる。
色彩はより強烈でコントラストが際立ち、神話的人物の描写においてより発展した写実主義を追求している。
ダヴィッドは制作のかなり後の段階で多くの小さな変更を加えた。最も顕著な変更はアガメムノンの衣装である。もともとアガメムノンの右肩はむき出しになっていたが、円形の金製の留め金を追加し赤いマントで覆った。その名残はペンティメントとして肉眼でも確認でき、赤い布地の中に衣服の縁を表す暗い斜めの線が左肩から右の脇腹へと走っている。アキレウスのストラップの装飾と形状も、もともとは菱形と楕円形の宝石を交互に散りばめた楕円形のストラップであったが、蛇行した模様が入った直線的なストラップに変更した。イピゲネイアの目の位置を変えたことは、おそらく彼女が感じている心の痛みを高めるためであろう。

## 来歴
完成した作品はブリュッセルで展示された。ダヴィッド自身はその出来栄えに満足し、大衆からも好評であった。絵画は1819年11月1日ごろにアンギャンでアンドレ・パルマンティエがダヴィッド本人から購入した。しかしパルマンティエが1824年10月21日に破産したことにより、絵画はモンスでカリオン・デルモット（Carion Delmotte）に8,300フランで売却された。その後、パリのリュクサンブール美術館のキュレーターであったジャン・ネイジョン（Jean Naigeon）によって1830年まで所有され、1880年から1940年までスイスのノエル・デ・ヴェルジェール（Noël des Vergers）夫人に所有された。1977年にアメリカの美術市場に登場し、1980年にキンベルアート財団（Kimbell Art Foundation）によって購入された。

## ギャラリー
ダヴィッド後期の他の神話画

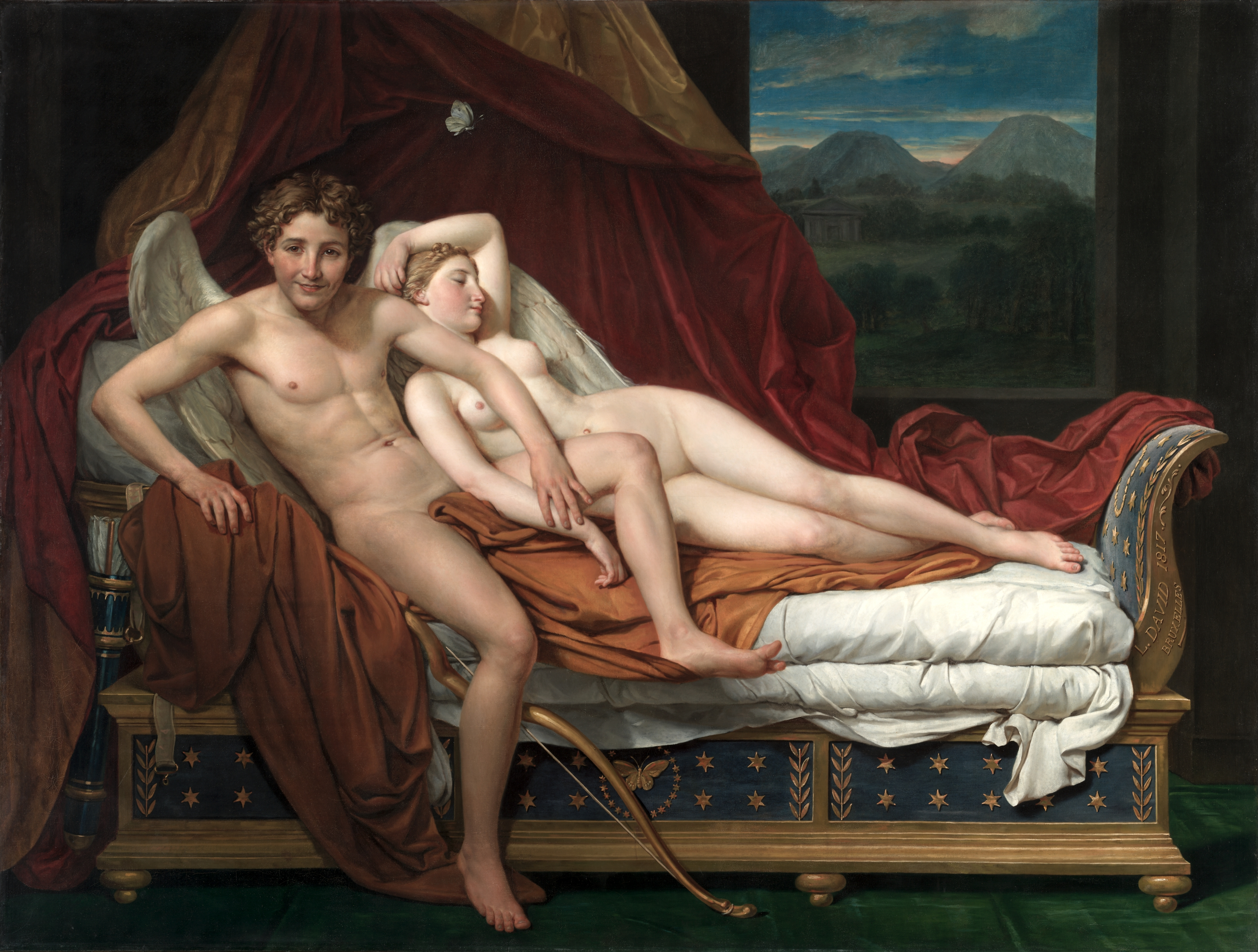
『キューピッドとプシュケ』1817年 クリーブランド美術館所蔵
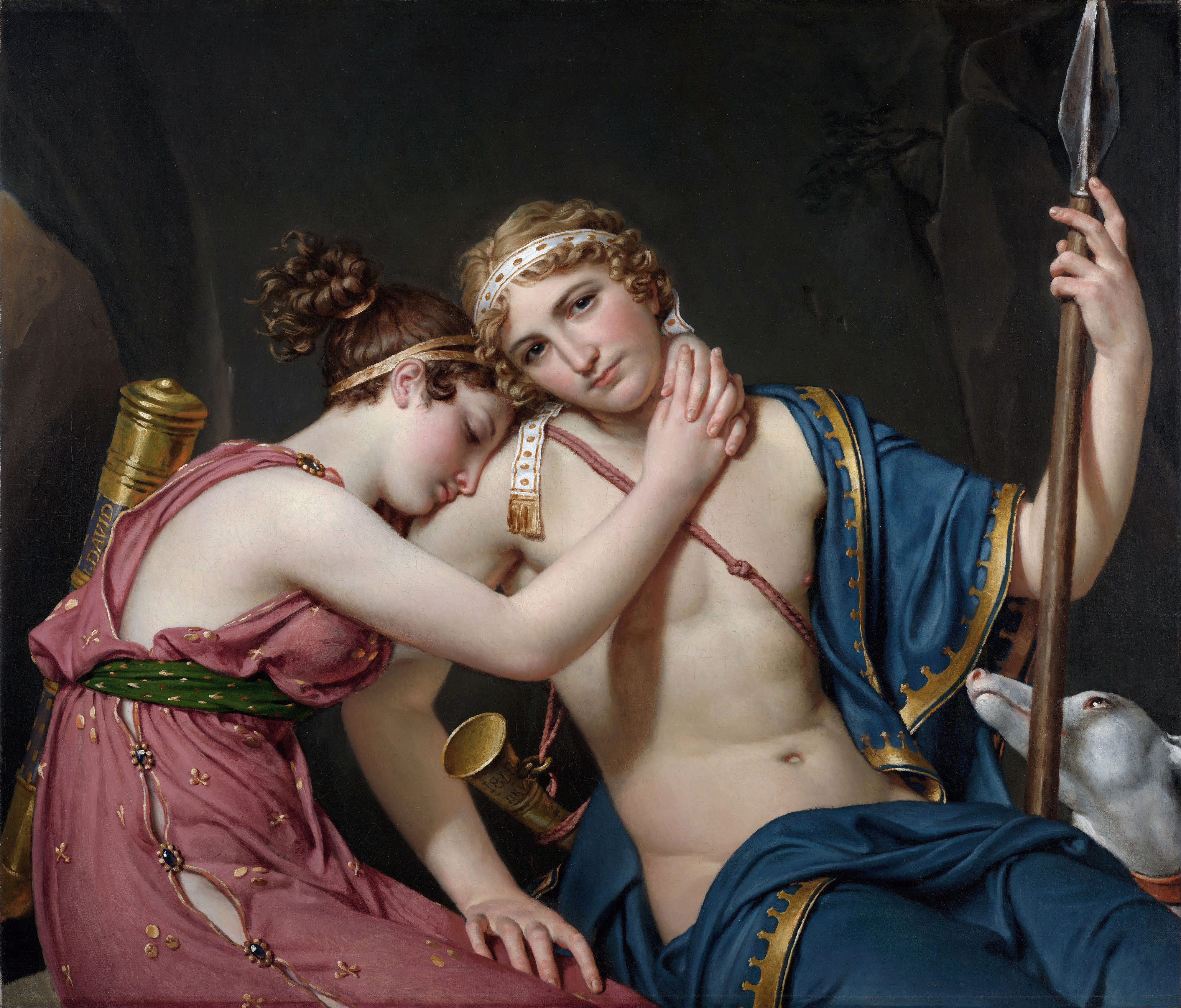
『テレマコスとエウカリスの別れ』1818年 J・ポール・ゲティ美術館所蔵